# Treibach
Treibach ist eine Ortschaft in der Gemeinde Althofen im Bezirk Sankt Veit an der Glan in Kärnten (Österreich). Die Ortschaft hat 1008 Einwohner (Stand 1. Jänner 2024).

## Namenkundliches

### Germanische Deutung
Für den Sprachforscher Eberhard Kranzmayer war der Name Treibach ein zusammengesetztes Wort, bestehend aus dem Grundwort ach(e) für Fluss und dem Bestimmungswort treiben, wodurch er den Ortsnamen als Fluss, der etwas wie beispielsweise eine Mühle antreibt, deutete. Der Sprachforscher Primus Lessiak hingegen sah im Namen Treibach ein Wort mit Nachsilbe, bestehend aus treiben und dem Kollektivsuffix ach, und brachte Treibach mit einer Viehdrift in Zusammenhang, wodurch Treibach bei den bei der Viehdrift wohnenden Leuten bedeuten würde.

### Slawische Deutung
Franz Krones dagegen brachte den Ortsnamen 1879 in einer Veröffentlichung des Historischen Vereines für Steiermark mit slowenisch drevo (Baum, ursprünglich auch Holz) in Zusammenhang und nannte Trofaiach und Traboch als ähnliche Fälle. Bei der Endung -ach handelt es sich in eingedeutschten slowenischen Ortsnamen häufig um einen gestrandeten Lokativ weiblicher Pluraletanta auf -e.

## Geschichte
1430 wurde Treibach als Treybach erstmals urkundlich erwähnt, seit 1487 ist eine Mühle im Ort bezeugt, seit 1530 ein Hammerwerk.
1590 kam das Hammerwerk in Besitz von Karl Veldner, der 1606 einen Floßofen errichtete. Maximilian Graf von Egger baute Treibach am Ende des 18. Jahrhunderts zu einem der modernsten Eisenwerke Europas aus.
1850 wurde am Boden des 1761 errichteten Burgfrieds Treibach die Gemeinde Treibach geschaffen, zu der einzig der Ort Treibach gehörte. 1871 wurden die Gemeinde und mit ihr der Ort Treibach ein Teil der Gemeinde Althofen.
1887 wurde das Eisenwerk wegen Unwirtschaftlichkeit geschlossen und die Anlagen demontiert. 1898 kaufte Carl Auer von Welsbach das Gelände und errichtete dort einen chemisch-metallurgische Forschungs- und Versuchsbetrieb. 1907 wurden aus diesem Betrieb die Treibacher Chemische Werke, die 1994 zur Treibacher Industrie AG wurden.
1945 errichtete man in Treibach einen Fußballplatz, der zur Spielstätte des 1946 gegründeten Fußballvereins SK Treibach wurde.

## Bevölkerungsentwicklung
| Jahr | Einwohnerzahl |
| ---- | ------------- |
| 1785 | 124           |
| 1850 | 75            |
| 1869 | 238           |
| 1880 | 230           |
| 1890 | 87            |
| 1900 | 262           |
| 1910 | 252           |
| 1923 | 507           |
| 1951 | 497           |
| 1961 | 849           |
| 1971 | 1220          |
| 1981 | 1153          |
| 1991 | 990           |
| 2001 | 1147          |
| 2011 | 1175          |
| 2021 | 1008          |

## Sehenswürdigkeiten

### Werkskapelle
1831 ließ Franz Xaver Graf von Egger im spätklassizistischen Stil eine Kapelle an der Gurk errichten, die dem Heiligen Franz Xaver geweiht ist.

### Verwaltungsgebäude Treibacher
Das Verwaltungsgebäude der Treibacher Industrie AG geht auf das bei Johann Valvasor abgebildete Schloss Treibach zurück.
Das heutige Aussehen erlangte das Gebäude 1869 durch den Wiener Architekten  Rudolf Bayer, der im Auftrag von Gustav Graf von Egger das Schloss neobarock umgestaltete.